# Eel River (Kalifornien)
Der Eel River ist ein 315 km langer Fluss im Nordwesten des US-Bundesstaates Kalifornien. Er entwässert ein Areal von 9540 km².

## Namensherkunft
Der Name Eel River bedeutet „Aal-Fluss“, leitet sich jedoch von den ähnlich aussehenden im Fluss vorkommenden Neunaugen der Art Entosphenus tridentatus ab.

## Flussverlauf
Der Eel River entspringt am Südhang des 2052 m hohen Bald Mountain im Mendocino County. Er fließt anfangs nach Südosten, wendet sich dann aber nach Westen und schließlich nach Nordwesten. Am Oberlauf wird der Fluss vom Scott Dam zum Lake Pillsbury und vom Cape Horn Dam zum Lake Van Arsdale aufgestaut. Vom Lake Van Arsdale wird ein Großteil des Wassers über einen Tunnel nach Süden zum Russian River abgeleitet. Der Eel River schlängelt sich nun in Richtung Nordnordwest durch das Kalifornische Küstengebirge. Die Countys Trinity, Mendocino, Lake und Humboldt werden vom Eel River durchflossen. Am Unterlauf verläuft der U.S. Highway 101 entlang des Flusses, siehe Highway 101 entlang des Eel River. Die letzte Brücke über den Fluss ist die Fernbridge, über die die State Route 211 führt. Danach folgt ein etwa 10 km langes Ästuar bis zur Mündung in den Pazifischen Ozean nordwestlich von Ferndale.

## Nebenflüsse
Wichtige Nebenflüsse des Eel River sind Middle Fork Eel River, North Fork Eel River, Van Duzen River von rechts sowie South Fork Eel River von links.

## Sonstiges
Aufgrund der geologisch instabilen Lage im Einzugsgebiet kommt es immer wieder zu Erdrutschen. Zusätzlich verstärken bauliche Maßnahmen entlang dem Flussufer die Bodenerosion. Dies führt zu einer hohen Sedimentfracht im Eel River und seinen Zuflüssen.
Am 19. Januar 1981 wurden insgesamt 640 km im Flusssystem des Eel River als National Wild and Scenic River ausgezeichnet. Der Flussabschnitt des Eel River unterhalb des Lake Van Arsdale wurde dabei unter Schutz gestellt. Im Unterlauf des Eel River kommen Königslachs (Chinook) und Steelhead-Forellen vor.